# Phêrô Phương Kiến Bình
Phêrô Phương Kiến Bình (sinh năm 1962, tiếng Trung:方建平, tiếng Anh:Peter Fang Jian-ping) là một giám mục của Giáo hội Công giáo Rôma. Đối với chính quyền Trung Quốc thì ông là Giám mục chính tòa Giáo phận Vĩnh Bình. Hiện ông đang hiệp thông hoàn toàn với Giáo hội Công giáo.

## Tiểu sử
Phương Kiến Bình sinh vào khoảng tháng 11 năm 1962 tại Trung Quốc. Sau khoảng thời gian dài nỗ lực tuân theo các khóa tu tập theo Giáo luật, Phó tế Bình được trao thừa tác vụ linh mục vào ngày 27 tháng 5 năm 1990, Tân linh mục khi ấy chưa tròn 28 tuổi. Chính quyền Trung Quốc bổ nhiệm linh mục Phêrô Phương vào hàng giám mục. Trớ trêu thay, chính quyền Trung Quốc ép buộc giám mục Tân cử lãnh nhận chức vụ Giám mục Phó Giáo phận Vĩnh Bình, một chức vụ mà Tòa Thánh không chấp thuận. Lễ tấn phong cho vị tân chức diễn ra vào ngày 6 tháng 1 năm 2000. Tháng 11 năm 2010, giám mục chính tòa giáo phận là Phaolô Lưu Cảnh Hòa, một giám mục "quốc doanh" về hưu, ông được chính quyền Trung Quốc điều động làm Giám mục chính tòa kế nhiệm.
Tuy nhiên, nhiều người Công giáo Trung Quốc chỉ trích việc giải vạ tuyệt thông đã đến quá sớm khi giám mục Phương không hề hối hận. Ông đã tham gia vào việc chủ phong ba chức vụ giám mục bất hợp pháp hoặc là giám mục truyền chức hoặc điều phối viên truyền chức giám mục bất hợp thức sau khi ông được ân xá.